# Islas Banyak

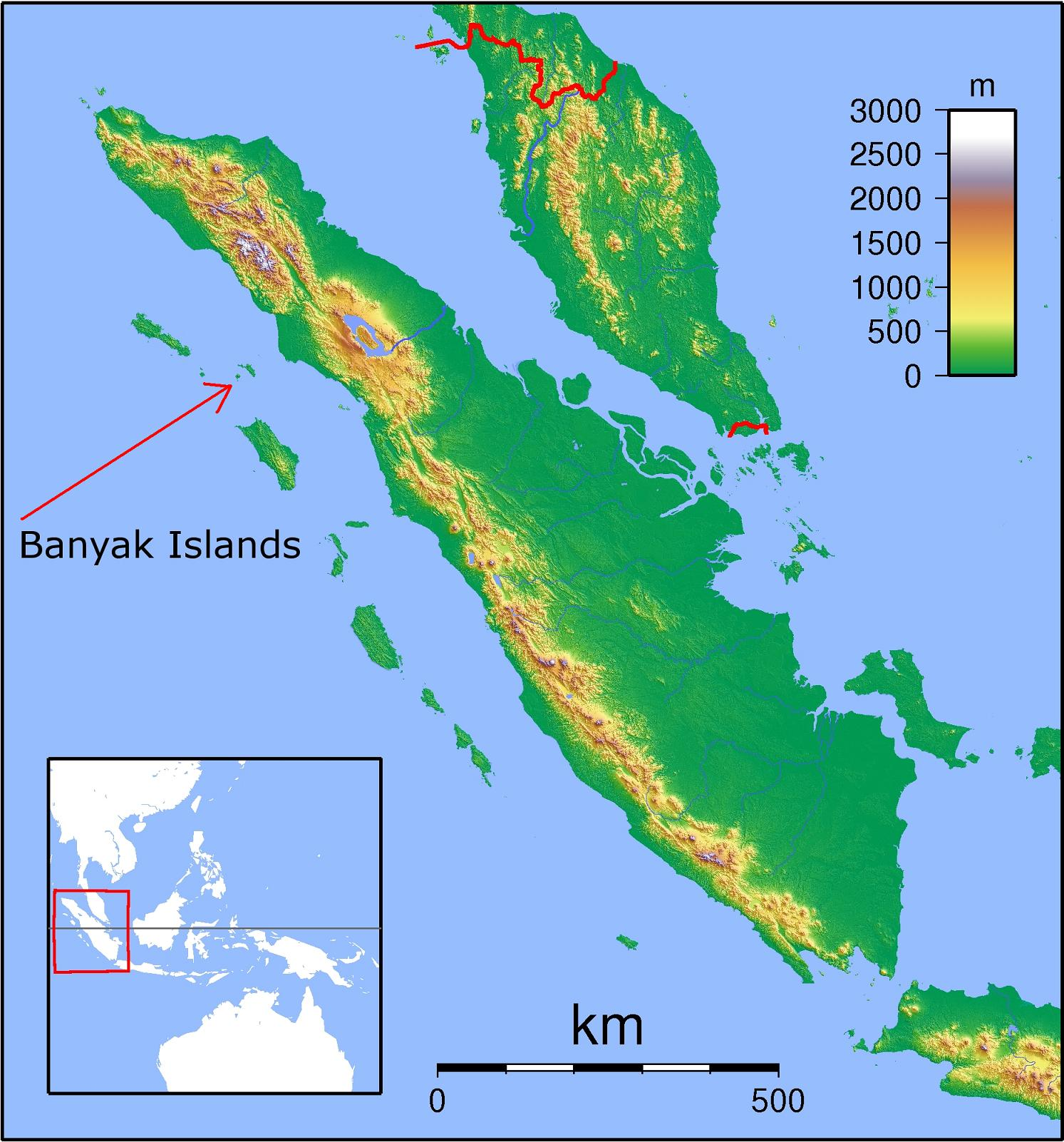
Localización de las Islas Banyak en Sumatra.

Las islas Banyak, también denominadas islas Banjak, es un archipiélago formado por 99 islas que se encuentra a unos 160 km de la costa este de Sumatra, en Indonesia.

## Geografía

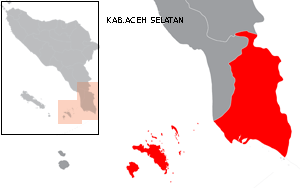
Localización de las islas Banyak en Aceh.

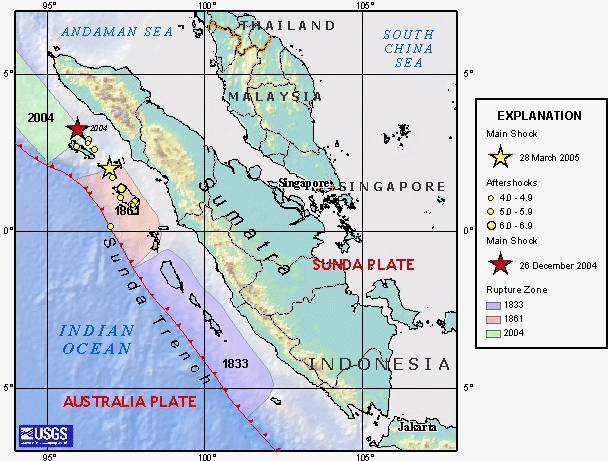
Representación de las zonas con terremotos en el oeste de Sumatra, incluyendo el terremoto de Sumatra de 2005.

Las islas Bayak forman parte del distrito de Aceh y se encuentran a 160 km al oeste de la isla de Sumatra, en la parte oriental del océano Índico, al norte de Nias y al sudeste de Simeulue, en el país de Indonesia.
Se trata de un conjunto de 99 islas tropicales con palmeras, tierra fina y aguas transparentes formada por coral que se encuentran en su mayoría deshabitadas por el ser humano. El conjunto de islas se encuentran a una altitud media de 159 m s. n. m..
Administrativamente, las islas Banyak se dividen en dos kecamatan de Aceh Singkil, dentro de la regencia de Aceh. El primer kecamatan es Pulau Banyak y se encuentra en la parte oriental del archipiélago e incluye las islas de Balei y Ujung Batu Palambak. El segundo es Pulau Banyak Barat y se encuentra en la parte occidental de las islas.
La isla de mayor tamaño es Tuangku y la ciudad principal es Haloban. La segunda por orden de tamaño es Bangkaru. Ambas ciudades están separadas entre ellas por una falla. En cuanto a población, la isla con más habitantes es la Isla de Balai, una isla de pequeño tamaño. Únicamente Tuangku, Bangkaru Bago y Balai tienen una población significativa.
Nias y Simeulue junto a las islas Banyak fueron las más afectadas por el terremoto de Sumatra del 28 de marzo de 2005 de magnitud 8,7 ML en la escala de Richter que asoló la costa oeste de Sumatra.
El archipiélago es un punto de encuentro para surfistas y buceadores.

## Nombres locales
Según la zona, las Islas Banyak también pueden ser conocidas con los siguientes nombres:
- Banjak-eilanden.
- Kepulauan Baniak.
- Kepulauan Banjak.
- Kepulauan Banyak.
- Pulau-pulau Banjak.
- Pulau-pulau Banyak.